# 世界足球 胜利十一人5
《世界足球 胜利十一人5》是一款由科乐美公司制作和发行的足球类游戏。本游戏于2001年3月15日在日本地区PlayStation 2发行，于2001年11月23日在欧洲地区发行。
在欧洲发行之后，本游戏以《世界足球 胜利十一人5 最终进化版》（日语：-{ワールドサッカーウイニングイレブン5
ファイナルエヴォリューション}-）在日本发行。
PlayStation2版本得到普遍好评。《Fami通》给予本游戏以及J联盟版本同为34/40的分数。